# Václav Prokop Diviš
Prokop Diviš, O.Praem. (Pronunție cehă: [ˈprokop ˈɟɪvɪʃ][1]) (n. 26 martie 1698, Helvíkovice⁠(d), Pardubice, Cehia – d. 21 decembrie 1765, Přímětice⁠(d), Moravia de Sud, Cehia) a fost un canonic ceh, teolog și om de știință naturală. În încercarea de a reduce efectele negative ale furtunilor, a construit în mod empiric unul dintre primele paratrăsnete cu legare la pământ.